# Viru oja
Viru oja är ett vattendrag i Estland.   Det ligger i landskapet Viljandimaa, i den centrala delen av landet, 130 km söder om huvudstaden Tallinn.